# Indigenous
Indigenous è un film del 2014 diretto da Alastair Orr.
Interpretato da Zachary Soetenga, Lindsey McKeon, Sofia Pernas, Pierson Fodé, Jamie Anderson, Juanxo Villaverde e Layla Killino, il film è stato presentato in anteprima il 20 aprile 2014 al Tribeca Film Festival.

## Trama
Cinque amici - Scott e la sua ragazza Steph, Elena, Trevor e Charlie - si incontrano a Panama per le vacanze. Durante una festa notturna, Trevor fa conoscenza con i nativi Carmen e Julio. Scott dimostra interesse nel voler esplorare il Darién Gap, nonostante si vociferi che nella zona un gruppo di adolescenti sia stato assassinato dal Chupacabra. Julio che avverte il gruppo di andarsene mentre Carmen racconta al gruppo di una bellissima cascata nel profondo della giungla e li convince a fare un'escursione lì.
Il mattino seguente, Julio scopre che Carmen ha portato il gruppo nella giungla nonostante i suoi avvertimenti e parte per raggiungerli. Nel frattempo, il gruppo si inoltra nella giungla per raggiungere la cascata. Dopo un po', Trevor e Carmen lasciano il resto del gruppo per stare da soli, ma iniziano a sentire strani rumori nella giungla. Mentre Trevor indaga sulla loro origine, Carmen scompare. I ragazzi tentano di telefonare alla ragazza ma scoprono che nella zona non c'è segnale.
Al calare della notte il gruppo si lascia sopraffare dal terrore dopo aver intravisto un animale selvatico e si dà alla fuga in mezzo alla giungla. Charlie viene attaccato ed ucciso dal Chupacabra. Elena e Trevor scoprono il suo corpo e poi si ricongiunono a Scott e Steph. Scott intente raggiungere il punto più elevato della giungla nella speranza di poter così usare il cellulare. Dopo aver lasciato gli altri, Scott registra un video di soccorso, sperando che qualcuno vedendolo possa correre in loro aiuto. Interrotto dalle urla degli altri, il ragazzo torna indietro solo per trovare Trevor ferito che viene rapidamente trascinato via. Scott lo segue in una grotta dove trova la tana del Chupacabra, poi fugge e raggiunge Steph ed Elena.
Trevor si sveglia nella grotta con una gamba rotta e trova il corpo sbranato di Carmen. Tenta di fuggire dalla grotta, ma viene attaccato ed ucciso dal mostro. Il giorno seguente, il video di Scott è stato pubblicato sui social ed subito è diventato virale, provocando una missione di soccorso da parte delle autorità panamensi, accompagnate da Julio. Sopravvissuti alla notte, Scott, Steph ed Elena vengono nuovamente attaccati dal Chupacabra. Mentre corre nella giungla, Steph si rompe una caviglia; Scott rimane con lei mentre Elena tenta di attirare l'attenzione di un elicottero che sta sorvolando la zona sopra di loro. Tuttavia, mentre l'equipaggio dell'elicottero sta filmando il salvataggio di Elena, la ragazza viene attaccata dal mostro. Poco dopo, anche Scott e Steph vengono attaccati dalla creatura, ma i militari arrivano in tempo uccidendo il Chupacabra e salvando loro la vita.

## Produzione
Indigenous è stato girato a Panama. Il regista Orr ha attribuito al cast e alla troupe il merito di aver reso possibile il film, poiché hanno dovuto trasportare da soli tutte le attrezzature attraverso la giungla.

## Distribuzione
Indigenous è stato presentato in anteprima al Tribeca Film Festival del 2014. Successivamente è stato presentato al Festival di Cannes 2014.

## Accoglienza
Mark Adams di Screen Daily ha scritto che è "modestamente divertente" e che è "un B-Movie ben fatto" nonostante la trama familiare e la scarsa recitazione.